# Ludwig Traube (médecin)
Pour les articles homonymes, voir Ludwig Traube.
Ludwig Traube (né le 12 janvier 1818 à Ratibor en Haute-Silésie, mort le 11 avril 1876  à Berlin) est un médecin allemand, considéré comme l'un des fondateurs dans ce pays de la pathologie expérimentale.

## Biographie
Il est le fils aîné de marchands de vin juifs. Le fait d'être juif sera plusieurs fois pour lui un handicap, mais il aurait été le premier juif à enseigner dans l'éducation supérieure en Prusse.

### Études
À 17 ans, il obtient son diplôme de fin d'études et part étudier la médecine à Wrocław, Berlin et Vienne, ayant comme professeurs Jan Evangelista Purkinje et Johannes Peter Müller. Il suit aussi des études de philosophie, s'intéressant en particulier à Spinoza et Francis Bacon. En 1837 à Berlin, en plus de suivre les cours de Müller, il lit Laennec et Magendie. En 1840 il obtient son doctorat avec une thèse sur l'emphysème et élargit ses connaissances avec Karel Rokitansky et Joseph Škoda à Vienne.

### Carrière
En 1841, il travaille dans un dispensaire. Professeur en 1848, il devient ensuite l'assistant de Johann Lukas Schönlein à la Charité de Berlin. Il s'implique dans les événements révolutionnaires de 1848 en tant que médecin. Plus tard, le botaniste Nathanael Pringsheim, qui est un de ses amis, est blessé et arrêté ; Traube intervient pour le soigner. 
En 1853, il dirige le service de pneumologie à la Charité. Puis il devient le médecin-chef de l'hôpital de la communauté juive de Berlin, ce qui pourrait l'empêcher de faire carrière dans l'Académie ; cependant il est professeur à l'université Humboldt de Berlin de 1857 à 1862, membre du conseil des médecins en 1866.
Il meurt dix ans plus tard de la cardiopathie coronarienne dont il souffrait. Il est enterré au cimetière juif de la Schönhauser Allee.

### Famille et entourage professionnel
Ludwig Traube est très lié avec son frère, Moritz Traube, connu aujourd'hui comme chimiste, mais qui a aussi continué la tradition familiale du commerce du vin. Le docteur Moritz Litten (de) est son beau-fils.
Ludwig Traube se marie avec Cora Marckwald ; ils auront cinq enfants. Il ne peut sauver son fils aîné, atteint de la diphtérie à 5 ans. Son second fils Ludwig, avec lequel il faut se garder de le confondre, devient paléographe. Sa fille Margarete (pl), physiologiste, épouse d'abord Franz Boll, également physiologiste, puis Guglielmo Mengarini (it), pionnier du transport de l'énergie hydroélectrique. On peut aussi mentionner parmi les membres de cette famille de savants ses neveux Wilhelm Traube (de) et Albert Fraenkel (de).
Parmi ses élèves : Camillo Bozzolo, Julius Eduard Hitzig, Sergueï Botkine, Albert Fraenkel, Hermann Nothnagel, Martin Bernhardt et Ernst von Leyden, sur qui il a une grande influence. Il est le directeur de thèse de Christian Albert Theodor Billroth,.

## Travaux
Il est l'un des premiers, dans les pays germanophones, à transposer la méthode expérimentale dans la pratique médicale auprès des malades (et pas seulement en laboratoire chez l'animal). Il s'agit de quantifier les processus vitaux normaux et pathologiques par des appareils permettant de mieux les observer et même de les enregistrer en continu.
Parmi ses nombreux travaux, Traube introduit en médecine vers 1850 les courbes de température, ce qui est repris et développé par son disciple Karl August Wunderlich.
En 1865, il établit les rapports entre les affections rénales et les affections cardiaques et met en évidence le rôle de l'hypertension artérielle dans un certain nombre de pathologies : l'éclampsie, la néphrite interstitielle, le saturnisme.

## Œuvres
- Die Ursachen und die Beschaffenheit derjenigen Veränderungen, welche das Lungenparenchym nach Durchschneidung der Nn. vagi erleidet. Berlin, 1845« Sa réputation de pionnier de la pathologie expérimentale repose en grande partie sur les résultats sur la fonction pulmonaire de la section du nerf vague, où il a continué les travaux de François Achille Longet[3]. »
- Beiträge zur experimentellen Pathologie und Physiologie (dir.)  — Voir aussi, plus bas, 1871–1878. Seuls deux numéros sont parus
  - Beitrag zur Lehre von den Erstickungserscheinungen am Respirationsapparat. Beiträge zur experimentellen Pathologie.
  - No 2, Berlin, Förstner, 1846, en ligne sur Google livres
- Über den Zusammenhang von Herz- und Nieren-Krankheiten, Berlin, Hirschwald, 1856
- « Über periodische Thätigkeits-Äusserungen des vasomotorischen und Hemmungs-Nervencentrum », dans Centralblatt für die Medicinischen Wissenschaften, Berlin, 1865, 3: 881–885
- Die Symptome der Krankheiten des Respirations und Circulations-Apparats. Vorlesungen gehalten an der Friedrich-Wilhelm-Universität zu Berlin, Berlin, Hirschwald, 1867
- Gesammelte Beiträge zur Pathologie und Physiologie, Berlin, Hirschwald, 1871–1878 — En ligne : vol. 2, partie 1. Le troisième volume, posthume, a été publié par Albert Fraenkel en 1878.
- « Ein Fall von Pulsus bigeminus nebst Bemerkungen über die Leberschwellungen bei Klappenfehlern und über acute Leberatrophie », dans Berliner Klinische Wochenschrift, 9e année, 1872 — Texte d'une conférence du 20 mars 1771, paru en deux parties :

1. p. 185–188
2. p. 221–224

### Correspondance
- Lettres à Virchow : Literaturarchiv der Deutschen Akademie der Wissenschaften zu Berlin, NL-Virchow 2188 — Neuf lettres

### Éponymie
Le nom de Traube est attaché entre autres  à, (appellations désuètes) :
- cœur de Traube : hypertrophie cardiaque consécutive à une néphropathie chronique ;
- épreuve de Traube : procédé d'examen de crachats qu'on laisse déposer dans un verre, pour en examiner les différentes couches ;

- espace de Traube : zone de la paroi thoracique antérieure, tympanique (son creux) à la percussion, de forme semi-lunaire, correspondant à la projection de la poche à air gastrique. Elle devient mate (son plein) en cas d'épanchement pleural abondant ;
- ondes ou oscillations de Traube-Hering ou de deuxième ordre (découvertes par Traube en 1865[10],[11]) : sur un sphygmogramme (tracé d'un sphygmographe), oscillations régulières plus lentes que les oscillations cardiaques (« de premier ordre ») correspondant chacune à un cycle respiratoire ;
- signe de Traube ou double ton de Traube ou phénomène de Traube : double bruit perçu à l'auscultation d'une grosse artère (notamment l'artère fémorale). Le stéthoscope étant appliqué sans la comprimer. On entend deux bruits claquants (soit tous deux systoliques, soit systolique et diastolique). Signe assez rare qui s'observe au cours d'insuffisance aortique avec hypertension. Il serait dû à la vibration d'une paroi artérielle hypertonique.